# Deutsches Stadion

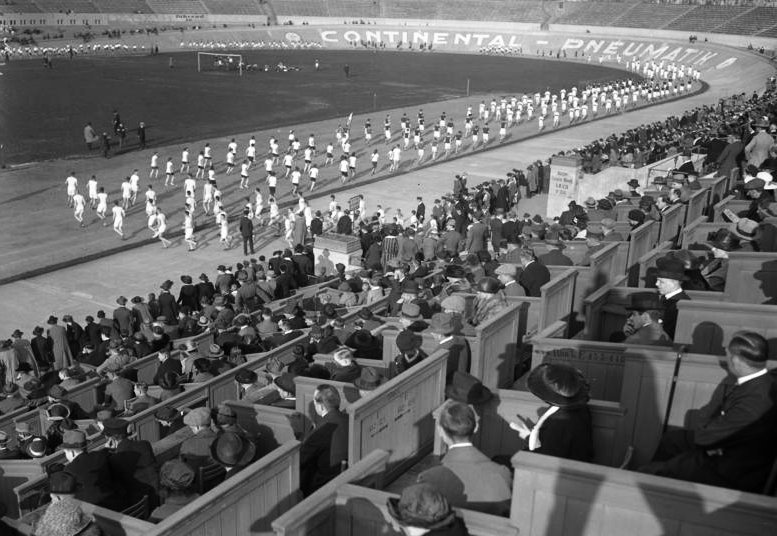
Deutsches Stadion 1923

Deutsches Stadion (även Kaiser-Wilhelm-Stadion eller Grunewaldstadion) var en idrottsstadion som öppnades 8 juni 1913 utanför Berlin i Tyskland. Stadion skapades av Otto March som huvudarena för de planerade Olympiska sommarspelen 1916, som ställdes in på grund av första världskriget. Inför de Olympiska sommarspelen 1936 revs Deutsches Stadion och ersattes av Berlins Olympiastadion.